# ロマーナ
ロマーナ（イタリア語: Romana）は、イタリア共和国サルデーニャ州サッサリ県にある、人口約500人の基礎自治体（コムーネ）。

## 地理

### 位置・広がり

#### 隣接コムーネ
隣接するコムーネは以下の通り。
- コッソイーネ
- モンテレオーネ・ロッカ・ドリーア
- パドリア
- ティエージ
- ヴィッラノーヴァ・モンテレオーネ